# Anthidium diadema
Anthidium diadema es una especie de abeja del género Anthidium, familia Megachilidae. Fue descrita científicamente por Latreille en 1809.

## Sinónimos
Los sinónimos de esta especie incluyen:
- Anthidium albiventre Latreille, 1809
- Anthidium ornatum Lepeletier, 1841
- Anthidium radoszkowskyi Mocsáry, 1887
- Anthidium seraxense Radoszkowski, 1893
- Anthidium terminale_homonym Morawitz, 1894
- Anthidium diadema var obscurum Friese, 1897
- Anthidium diadema var caucasicum_homonym Friese, 1897

## Distribución geográfica
Esta especie habita en el continente africano y varios países de Europa, también en el norte de Asia (excepto China).